# Hiroshi Kobayashi
Pour le footballeur, voir Hiroshi Kobayashi (football).
Hiroshi Kobayashi (小林 弘, Kobayashi Hiroshi) est un boxeur japonais né le 23 août 1944 dans la préfecture de Gunma.

## Carrière
Champion du Japon poids plumes entre 1964 et 1967, il devient champion du monde des super-plumes WBA & WBC le 14 décembre 1967 en battant par KO au 12e round son compatriote Yoshiaki Numata. Kobayashi est destitué par la WBC le 19 janvier 1969 pour ne pas avoir affronté Rene Barrientos alors que le combat entre les deux hommes avait été signé. Il cède par ailleurs son titre WBA lors de sa 5e défense le 29 juillet 1971 après une défaite surprise contre Alfredo Marcano au 12e round puis mettra un terme à sa carrière quelques mois plus tard après un autre revers subi face à Roberto Duran.